# Khusraw Bagh
Khusro Bagh (hindi: ख़ुसरो बाग़, urdú: خسرو باغ) és un gran jardí amb murs de tancament, prop de l'estació d'Allahabad (Allahabad Junction Station), en els quals hi ha les tombes de Khusraw Sultan (mort el 1622), la seva mare Shah Begum (+ 1604) que fou la primera esposa de Jahangir (era una princesa rajput), i la princesa Sultan Nithar Begam (+ vers 1624), filla de Jahangir ii germana de Khusraw Sultan.
Els tres mausoleus de rajola són exemples exquisits de l'arquitectura mogol. El disseny de l'entrada principal i la tomba de Shah Begum s'atribueixin a Aqa Reza, el principal artista de la cort de Jahangir. La tomba de Nithar Begam fou construïda segons les seves instruccions després del 1624, però no conté les despulles.